# Synagoga we Frydku
Synagoga we Frydku (cz. Frýdecká synagoga) – nieistniejąca synagoga znajdująca się we Frydku w Czechach, niedaleko pałacu na miejscu obecnej ulicy Revoluční.
Synagoga została zbudowana w latach 1864–1865 i została uroczyście otwarta przez cieszyńskiego rabina Samuela Friedmanna. W czerwcu 1939 roku hitlerowcy spalili synagogę. Jej ruiny zburzono kilka lat później.
Murowany budynek synagogi wzniesiono na planie prostokąta, w stylu mauretańskim. Obok synagogi znajdowała się Szkoła żydowska.